# Sagsbehandlingsregler
Sagsbehandlingsregler betegner de regler, som en offentlig forvaltningsmyndighed har pligt til følge i sin behandling af en sag.
Der findes både skrevne sagsbehandlingsregler og uskrevne sagsbehandlingsregler. De skrevne regler er lovfæstede, eksempelvis i forvaltningsloven (forkortet FVL) eller offentlighedsloven eller retssikkerhedsloven. Mens de uskrevne regler typisk har karakter af retsgrundsætninger eller retssædvaner.
Foruden den ovennævnte kategorisering af skrevne og uskrevne sagsbehandlingsregler findes opdelingen af sagsbehandlingsregler i garantiforskrifter og ordensforskrifter.

## Garantiforskrifter
Garantiforskrifter omfatter de sagsbehandlingsregler, som sikrer, at en myndigheds afgørelse bliver korrekt og lovlig.
Til garantiforskrifter hører:
- Krav om saglig forvaltning (også kaldet forbud mod magtfordrejning)[15] formulerer, at den offentlige forvaltning kun må lægge vægt på de hensyn, der er relevante for sagens afgørelse.[16] Retsgrundsætningen om saglig forvaltning er bl.a. nævnt i FOB nr. 08.479.[16]
- "Regler om saglig kompetence og delegation" (Weil 2018:77), jf. flere retsgrundsætninger: legalitetsprincippet og kravet om saglig forvaltning (magtfordrejningsgrundsætning); foruden specialitetsprincipperne.[17]
- "Regler om stedlig kompetence, hvis lokalkendskabet og/eller demokratisk mandat spiller en rolle" (Weil 2018:77).
- "Regler om inhabilitet," (Weil 2018:77) der både er lovfæstet[7] i FVL §§ 3 - 6 og af en uskreven retsgrundsætning, som gælder for de områder, der ikke er omfattet af forvaltningsloven.[18][19]
- Officialprincippet,[13] (også kaldet undersøgelsesprincippet (Weil 2018:77)) er en retsgrundsætning, som pålægger myndigheden af skaffe så mange oplysninger om sagen, at sagen er tilstrækkeligt belyst.[20] Undersøgelsesprincippet er nævnt i retssikkerhedsloven § 10.[6]
- Notatpligt[21][22] er nært knyttet til undersøgelsesprincippet (Weil 2018:77), som også er en garantiforskrift[23] (se ovenfor). Notatpligt er lovfæstet i offentlighedsloven § 13.
- En part har ret til være ledsaget af en bisidder ifølge FVL § 8.[24]
- En part har ret til at lade sig repræsentere, (Weil 2018:77), jf. FVL § 8, stk. 1.
- En parts ret til at blive hørt,[25] inden myndigheden træffer afgørelse (såkaldt partshøringspligt[13]), se FVL §§ 19 - 20. En parts anmodning om partshøring har opsættende (udsættende) også kaldet suspensiv virkning.[26]
- En part har ret til at få aktindsigt i sin sag, inden myndigheden træffer afgørelse, (Weil 2018:77), jf. FVL § 9, stk. 1
- En part har ret til at udtale sig i sin sag, jf. U 1999.1337 H.[26] Denne ret betegnes også partsudtalelse, se FOU nr 2020.38.[27]
- Meddelelse af en afgørelse for adressat og andre med partsstatus er en garantiforskrift,[28][29] jf. FVL § 22, som suppleres af en retssædvane.
- Myndigheden har pligt til at begrunde en skriftlig afgørelse, som ikke giver parten fuldt i medhold (også kaldet begrundelsespligt)[13] samtidig med afgørelsen (Weil 2018:77), se FVL §§ 22 - 24.
- "Borgerinddragelse efter retssikkerhedsloven § 4 er en garantiforskrift".[24]

### Hvis en myndighed har tilsidesat (ignoreret) en garantiforskrift
Ved klage over en kommunal forvaltningsmyndigheds afgørelse kan Ankestyrelsen vurdere, om første instans har overholdt de relevante garantiforskrifter i sin sagsbehandling. Manglende overholdelse af en eller flere garantiforskrift(er) har som udgangspunkt den konsekvens, at den trufne afgørelse bliver ugyldig; med mindre der foreligger tertiære momenter, som taler imod ugyldighed, jf. FOB 05.527. "Det er myndigheden, der har bevisbyrden for, at manglen har været uden betydning for afgørelsens resultat."

## Ordensforskrifter
Ordensforskrifter er en kategori af sagsbehandlingsregler, som ikke har betydning for afgørelsens indhold og dermed heller ikke for afgørelsens korrekthed, gyldighed eller lovlighed. Det vil sige, at den myndighed, som i sin sagsbehandling tilsidesætter (ignorerer) en ordensforskrift, så bliver afgørelsen ikke ugyldig på grund af den tilsidesatte ordensforskrift.
Blandt ordensforskrifter er:
- "Regler om stedlig kompetence, hvis lokalkendskabet og/eller demokratisk mandat ikke spiller en rolle" (Weil 2018:77)
- Pligt til at give klagevejledning[13] følger af FVL § 25. Hvis en afgørelse ikke er forsynet med en korrekt klagevejledning, så medfører den manglende klagevejledning ikke, at den trufne afgørelse er ugyldig, jf. FOB 2020-3.[33]
- "Partsaktindsigt efter, [at] der er truffet afgørelse i sagen", (Weil 2018:77) jf. FVL § 9, stk. 1
- "Partsaktindsigt efter offentlighedsloven" (Weil 2018:77) § 7, stk. 1
- "Efterfølgende begrundelse" (Weil 2018:77)
- indsamle og videregive oplysninger (Kure 2014:210)
- Behandle personoplysninger (Kure 2014:210)
- God forvaltningsskik,[34] som kan udledes af ombudsmandslovens § 21.[35]
- Hurtighedsprincippet er muligvis en forvaltningsretlig retsgrundsætning, som udgør en ordensforskrift.[7] Hurtighedsprincippet er nævnt i retssikkerhedslovens § 3.[36] Hurtighedsprincippet synes at følge af kravet om god forvaltningsskik; en uforholdsmæssigt lang sagsbehandlingstid kan sidestilles med et afslag.[37] Hurtighedsprincippet forpligter myndigheden til at offentliggøre sagsbehandlingstider, typisk på sin hjemmeside.[38] Hurtighedsprincippet stiller det krav til en forvaltningsmyndighed, at myndigheden træffer afgørelse i en sag hurtigst muligt.[39]

## Afhænger af konkret vurdering
Vejledningspligt, jf. FVL §§ 7 og 25 - 26 (Kure 2014:210)

## Oversigt over de to typer forskrifter
I denne oversigt er Garantiforskrifter skrevet med stort begyndelsesbogstav, mens en ordensforskrift er skrevet med lille begyndelsesbogstav. På den måde er det tydeliggjort, at det er vigtigere at følge Garantiforskrifter end det er at følge ordensforskrifter. Oversigten har ikke som ambition at være en udtømmende over alle de to typer forskrifter.
| Garantiforskrift | Retskilde |  | ordensforskrift                                                                          | retskilde og/eller se FOB                                 |
| --- | --- |  | ---------------------------------------------------------------------------------------- | --------------------------------------------------------- |
| Krav om saglig forvaltning (også kaldet forbud mod magtfordrejning) formulerer, at den offentlige forvaltning kun må lægge vægt på de hensyn, der er relevante for sagens afgørelse. | Retsgrundsætningen om saglig forvaltning er bl.a. nævnt i FOB nr. 08.479.                                              |  | -                                                                                        | -                                                         |
| Saglig kompetence | Legalitetsprincippet og Kravet om Saglig forvaltning (Magtfordrejningsgrundsætning); foruden Specialitetsprincipperne. |  | stedlig kompetence er oftest en ordensforskrift, (men en konkret afvejning er nødvendig) | se FOU nr 1998.304                                        |
| Habilitet | FVL §§ 3 - 6 og supplerende Retsgrundsætning                                                                           |  | vejledning er oftest en ordensforskrift, (men en konkret afvejning er nødvendig)         | FVL § 7                                                   |
| Partshøring | FVL §§ 19 - 20. En parts anmodning om partshøring har opsættende (udsættende) også kaldet suspensiv virkning           |  | -                                                                                        | -                                                         |
| Kontradiktion ved høring af flere parter | indeholdt i FVL § 19, se FOB 04.251                                                                                    |  | -                                                                                        | -                                                         |
| Part har ret til at udtale sig i sin sag (Partsudtalelse) | U 1999.1337 H |  | indsamle og/eller videregive oplysninger                                                 | se FOB nr. 07.154                                         |
| Officialprincippet (også kaldet undersøgelsesprincippet) er en retsgrundsætning. | Retssikkerhedsloven § 10                                                                                               |  | behandle personoplysninger                                                               | se FOU nr 2009.0502                                       |
| Notatpligten | Offentlighedsloven § 13                                                                                                |  | oplysningspligt efter databeskyttelsesloven                                              | databeskyttelsesloven § 23                                |
| Part har ret til at lade sig repræsentere af en anden (Partsrepræsentation) | FVL § 8, stk. 1 (der er dog nævnt undtagelser i stk. 2)                                                                |  | god forvaltningsskik                                                                     | ombudsmandsloven § 21 og se FOB 04.517 (m. fl. andre FOB) |
| Part har ret til at medbringe en bisidder | FVL § 8, stk. 1 (der er dog nævnt undtagelser i stk. 2)                                                                |  | hurtighedsprincippet                                                                     | retssikkerhedslovens § 3 og se FOB 2017-14                |
| Part har ret til aktindsigt i sin sag (inden myndigheden har truffet afgørelse i sagen) Partsaktindsigt                                                                              | FVL § 9, stk. 1 |  | partsaktindsigt (efter myndigheden har truffet afgørelse i sagen)                        | FVL § 9, stk. 1                                           |
| Borgerinddragelse | Retssikkerhedsloven § 4                                                                                                |  | partsaktindsigt efter offentlighedsloven                                                 | offentlighedsloven § 7, stk. 1                            |
| Begrundelsespligten | FVL §§ 22 - 24 |  | efterfølgende begrundelse                                                                | FVL §§ 22 - 24                                            |
| Klagevejledning | FVL §§ 25 - 26 |  | klagevejledning                                                                          | FVL § 25 og se FOB 2020-3                                 |
| Meddelsespligten | FVL § 22 og supplerende retssædvane                                                                                    |  | -                                                                                        | -                                                         |

Bemærk, at klagevejledning og vejledning generelt kan være enten garantiforskrift eller ordensforskrift. I hvilken kategori (klage)vejledning hører, beror på en konkret vurdering af sagens faktiske omstændigheder. Herunder en vurdering af, hvor meget vejledning borgeren har behov for at borgeren er blevet tilstrækkeligt vejledt. Ombudsmanden har nævnt denne problematik i FOB 2019-25.

## Andre sagsbehandlingsregler
Endvidere nævner offentlighedsloven to andre sagsbehandlingsregler. Til støtte for notatpligten findes journaliseringspligt efter offentlighedsloven § 15, stk. 1.
Meroffentlighedsprincippet efter FVL § 10 øger muligheden for at få partsaktindsigt. Meroffentlighedsprincippet efter offentlighedsloven § 14 øger muligheden for aktindsigt for en, der ikke er part, typisk en journalist.
Ifølge forvaltningsloven § 7, stk. 2 skal en myndighed, der modtager en skriftlig henvendelse, som ikke vedrører myndighedens sagsområde, sende henvendelsen videre til rette myndighed; endda så hurtigt som muligt.